# سعد عبد الفتاح (عزبة)
عزبة سعد عبد الفتاح، عزبة تابعة لقرية شباس الملح، التابعة لمركز دسوق، التابع لمحافظة كفر الشيخ في جمهورية مصر العربية.